# Josh Andrews
Josh Andrews (Los Angeles, 21 giugno 1991) è un giocatore di football americano statunitense che milita nel ruolo di centro per i New Orleans Saints della National Football League (NFL). Non scelto al Draft NFL 2014, firmò con i Philadelphia Eagles, con i quali vinse il Super Bowl LII nel 2017. Al college ha giocato a football a Oregon State.

## Carriera universitaria
Andrews frequentò l'Università statale dell'Oregon e giocò per gli Oregon State Beavers dal 2009 al 2013. In quattro stagioni con i Beavers disputò 32 partite (30 consecutive come titolare).

## Carriera professionistica

### Philadelphia Eagles
Nel 2014, Andrews firmò con i Philadelphia Eagles come undrafted free agent. Il 30 agosto 2014 fu svincolato e venne ri-firmato per la squadra di allenamento degli Eagles il giorno seguente. Fece il suo debutto nel 2015 disputando tredici partite, per poi disputarne solamente tre nella stagione 2016.
Il 2 settembre 2017, Andrews fu svincolato dagli Eagles e ri-firmato alla squadra di allenamento il giorno seguente. Andrews non giocò in nessuna partite nella stagione 2017, tuttavia divenne campione del Super Bowl LII quando gli Eagles sconfissero i New England Patriots.

### Minnesota Vikings
Il 12 febbraio 2018, Andrews firmò con i Minnesota Vikings. Il 1º settembre 2018 fu segnato nella lista degli infortunati. Fu svincolato il 7 settembre 2018.

### Ritorno ai Philadelphia Eagles
Il 25 settembre 2018, Andrews fu firmato dai Philadelphia Eagles per la squadra di allenamento.

### Indianapolis Colts
Il 20 novembre 2018, Andrews firmò con gli Indianapolis Colts. Terminò la stagione 2018 con solamente tre presenze.

## Palmarès
- Super Bowl : 1

Philadelphia Eagles: LII
- National Football Conference Championship: 1

Philadelphia Eagles: 2016